# ریموند وستوود
ریموند وستوود (به انگلیسی: Raymond Westwood) بازیکن فوتبال زادهٔ ۱۴ آوریل ۱۹۱۲ اهل کشور انگلستان بود که سابقهٔ بازی در تیم ملی فوتبال انگلستان را در کارنامهٔ خود دارد. وی در تاریخ ۲۹ سپتامبر ۱۹۳۴ نخستین بازی ملی خود را در مقابل تیم ملی فوتبال ولز انجام داد و با حضور در ۶ بازی ملی، در تاریخ ۱۷ اکتبر ۱۹۳۶ واپسین بازی ملی‌اش را در برابر تیم ملی فوتبال ولز برگزار کرد.